# Circolo dei Lettori di Torino
La Fondazione Circolo dei lettori o Circolo dei Lettori di Torino, nasce nel 2006 nel capoluogo piemontese per volontà della Regione Piemonte. Produce e diffonde eventi culturali, tutti i giorni nelle sue sedi di Torino, Novara, Verbania e Rivoli. Promuove, inoltre, alcune rassegne annuali sul territorio e in rete con realtà di tutt’Italia. Agisce attraverso l’ideazione e l’organizzazione di incontri, reading, dibattiti, manifestazioni, concerti e rassegne culturali, mettendo al centro il libro per esplorare i linguaggi della contemporaneità.

## Storia
Il Circolo dei Lettori di Torino nasce nel 2006 su proposta di Antonella Parigi (successivamente assessore della giunta di Sergio Chiamparino), che ne diviene anche la prima direttrice. È quindi di proprietà della Regione Piemonte, che durante la guida di Mercedes Bresso e dell'assessore alla Cultura Gianni Oliva lo trasforma in fondazione. 
L'inaugurazione, dopo una serie di incontri con alcuni scrittori, avviene nella notte tra il 7 e l'8 ottobre 2006, alla vigilia dei XX Giochi olimpici invernali. Nel tempo ha ospitato migliaia di storie, reading, presentazioni editoriali, gruppi di lettura e eventi di varia natura incentrati sulla letteratura, la maggior parte dei quali gratuiti.
Dal 2015, il Circolo ha aperto una sezione a Novara presso il complesso medievale del Broletto, dal 2019 ha aperto una sezione a Rivoli presso il Circolo della Musica e dal 2024 ha aperto una sezione a Verbania presso il palazzo Pretorio.
Nel corso degli anni il Circolo ha acquisito l'organizzazione del festival Torino Spiritualità (anch'esso ideato nel 2005 da Antonella Parigi), ciclo di incontri, dialoghi, lezioni e letture su fedi, culture e religioni.
Dopo la liquidazione della Fondazione per il Libro, l’ente che dal 1994 ha organizzato il Salone del Libro di Torino, la Regione inserisce il Circolo dei Lettori tra gli organizzatori del Salone stesso.
Nel corso della stagione 23/24 il Circolo ha coinvolto oltre 70 mila persone, organizzato più di mille incontri e 24 concerti, con un giro d'affari di oltre 6 milioni di euro, con il 30% di ricavi propri derivanti da attività promosse direttamente circa un terzo di fondi pubblici.
La sede del Circolo è al primo piano del Palazzo Graneri della Roccia in Via Bogino 6 a Torino. Lo spazio messo a disposizione di tutti è grande più di mille metri quadrati e occupa cinque sale, oltre al bar e al ristorante.

## Presidenti
- Luca Beatrice, 2010-2018[10][11]
- Massimo Bray, 2018-2018[12]
- Giulio Biino, 2018-[13]

## Direttori
- Antonella Parigi, 2006-2014
- Maurizia Rebola, 2015-2019[14]
- Elena Loewenthal, 2020-2024[15]
- Giuseppe Culicchia, 2025-[16]